# Cachaça Sapucaia

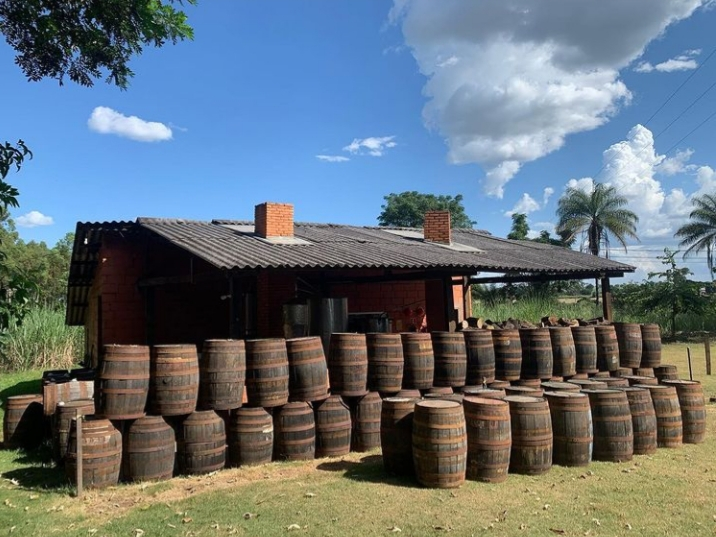
Cachaça Barrels Sapucaia Distillery

Cachaça Sapucaia é uma marca de cachaça fundada em Pindamonhangaba em 1933. Atualmente está localizada e  é produzida no municipio de Pirassununga.  A Sapucaia é composta pelas marcas: Sapucaia Real,Sapucaia Velha, Sapucaia Florida, Sapucaia Reserva da Familia , Trevo , Senzala e Quizumba

## Etimologia
"Sapucaia" é uma árvore típica da mata atlântica.

## Historia

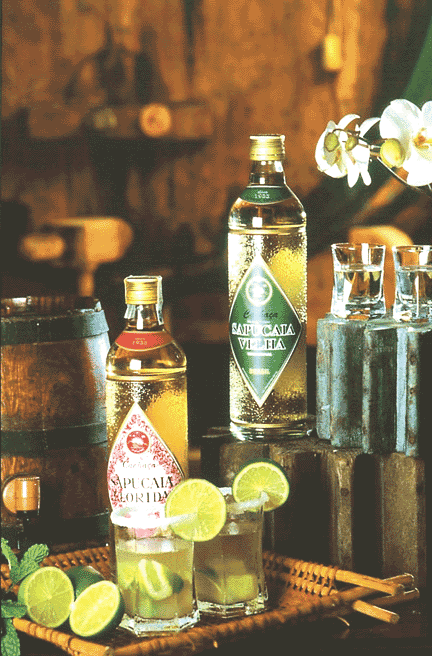
Caipirinha and cachaça bottles

Em 1933, em Pindamonhangaba sob o comando de Cícero Prado, a Sapucaia começou a destilar cachaças de qualidade, voltadas a exportação.
A produção continuou por cerca de 45 anos e a cachaça Sapucaia Velha foi exportada para diversos países e assumiu posição de destaque no mercado das cachaças finas.
Nos anos 1980, foram realizados investimentos na aquisição de novas marcas regionais, além da Sapucaia Velha, em equipamentos e processos.
Em 2008 a Cachaça Sapucaia muda de dono, sendo porém mantida e operando normalmente na Fazenda Sapucaia.
Em 2012 abriu filial na cidade de Pirassununga/SP, onde tem recebido turistas para visitar suas instalações, que ficam localizadas no Bairro do Roque
Em 2018 amplia sua linha de produtos, com a inclusão de novos destilados e fermentados como Rum, Gin, Vodka, Shochu e Sake. Nesse mesmo ano a empresa lança o primeiro licor de Yuzu produzido e comercializado no pais,
Inaugra em 2024 uma destilaria urbana em endereço nobre, dentro da cidade de São Paulo 
Recebe grupos e possui um roteiro educativo para quem estiver interessado no processo de produção da cachaça.

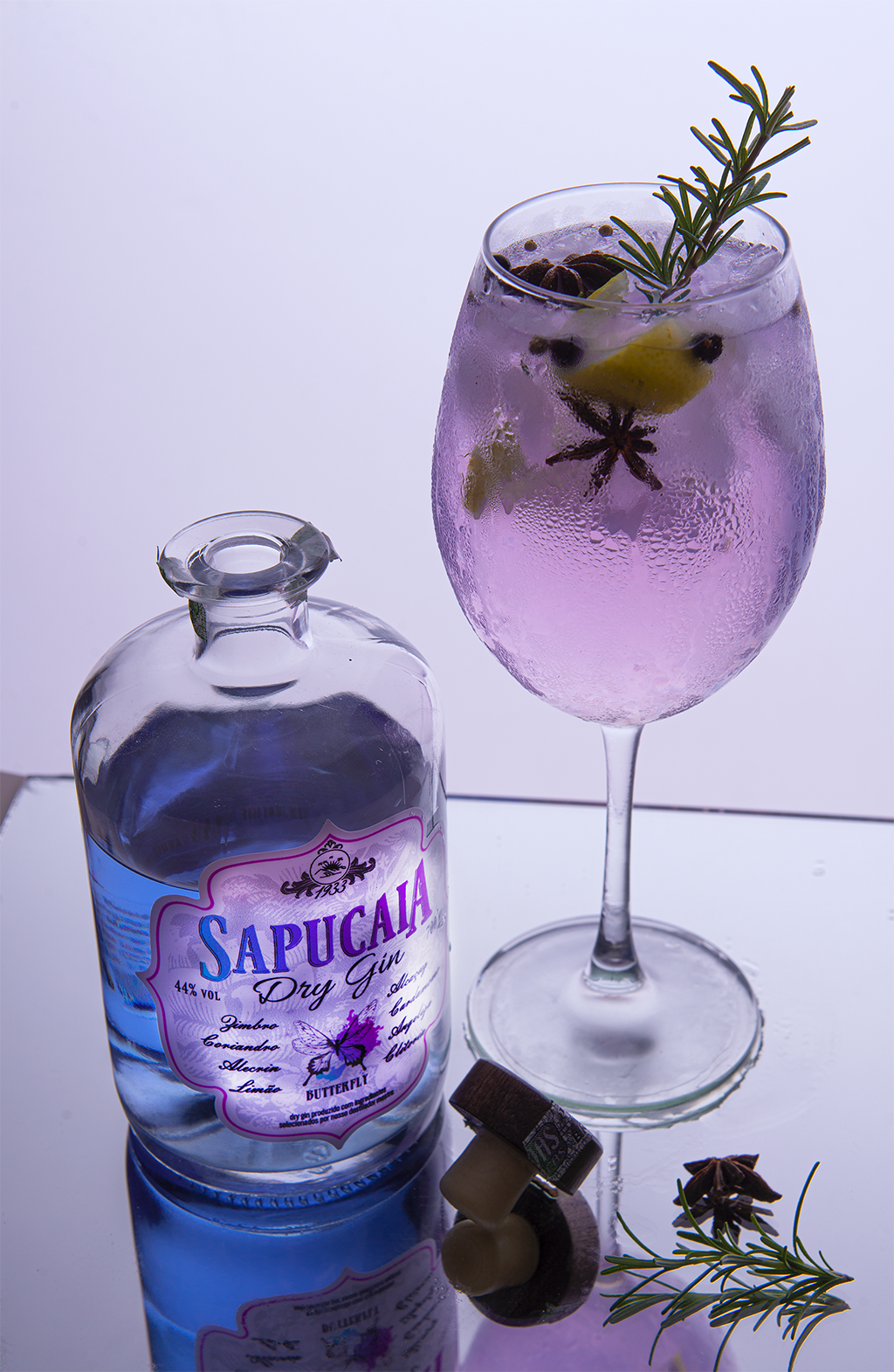
Gin sapucaia buttterfly drink

## Reconhecimento
A qualidade da Cachaça Sapucaia foi reconhecida em rankings nacionais e internacionais - Avaliação de Especialistas Convidados pela Revista Playboy 2007 e em 2009 e ainda na Revista Playboy Argentina em 2010
Indicada como uma das melhores cachaças brancas do Brasil pelo ranking da Revista Vip de junho de 2011.

Desde 2012 a empresa estimula o recomeço da produção local de cachaça de alambique, criou o Roteiro da Cachaça, que foi oficialmente reconhecido pelo municipio em 2021 .
Também reconhecida em 2013 como segunda melhor cachaça não envelhecida dentre os participantes do Concurso de Cachaça de Qualidade da UNESP Araraquara-SP

Em 2020 é eleita a terceira melhor cachaça do Brasil com a Sapucaia Real no ranking que reuniu 50 especialistas brasileiros e etapas de eliminação , voto popular, seleção de especialistas e degustação as cegas.
Em 2021 seu Gin Sapucaia Butterfly é considerado pela Revista Forbes Brasil um dos 10 melhores gins produzidos em territorio brasileiro
Recebe com certa frequencia avaliações de especialistas em destilados , no Brasil e exterior
.